# Bit.Trip Fate
Bit.Trip Fate, comercialitzat com BIT.TRIP FATE, és un shooter de scrolling i un videojoc musical d'estil desenvolupat per Gaijin Games i publicat per Aksys Games disponible pel servei de descàrrega WiiWare de la Wii.